# Giuseppe Angelelli
Pour les articles homonymes, voir Angelelli.
Giuseppe Angelelli, né le 7 décembre 1803 à Coimbra au Portugal et mort le 4 novembre 1844 à Florence, est un peintre italien,.

## Biographie
Giuseppe Angelelli naît au Portugal, ses parents sont italiens. Ils voyagent beaucoup au Brésil (1807), au Pérou (1816), en France et en Angleterre. Ce n'est qu'en 1818 qu'Angelelli s'installe à Florence pour étudier à l'Académie des Beaux-Arts de Florence sous la direction de Pietro Benvenuti et Pietro Ermini. En 1827, il se rend en Egypte avec une expédition franco-toscane dirigée par les archéologues Ippolito Rosellini et Jean-François Champollion;  où il réalise de nombreux dessins gravés par la suite dans un livre de Rosellini : I monumenti dell'Egitto e della Nubie, Atlante, 3 volumes, Pise (1832, 1834, 1844). Il peint aussi des portraits,.

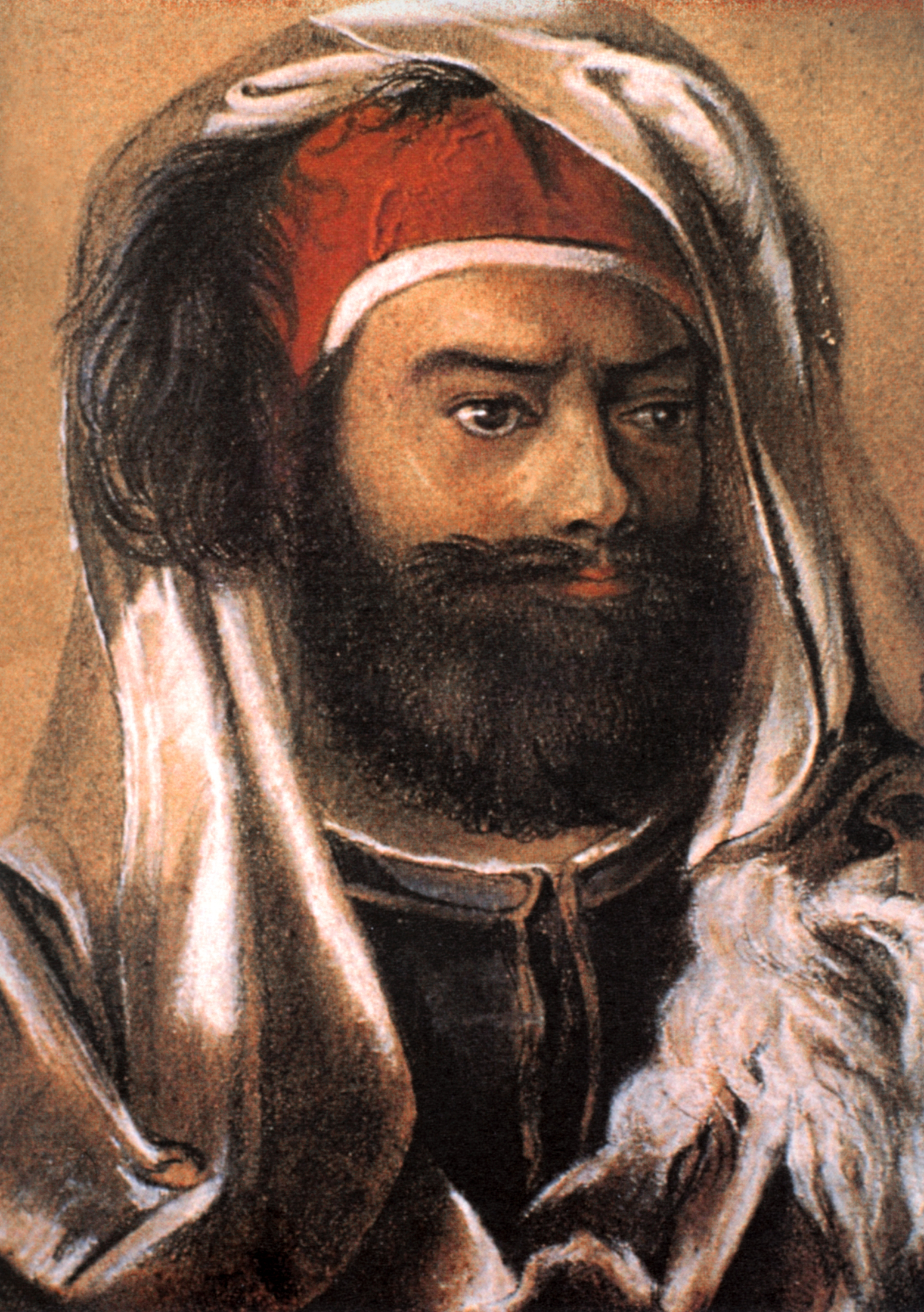
Portrait de Jean-François Champollion, membre de l'expédition franco-toscane.

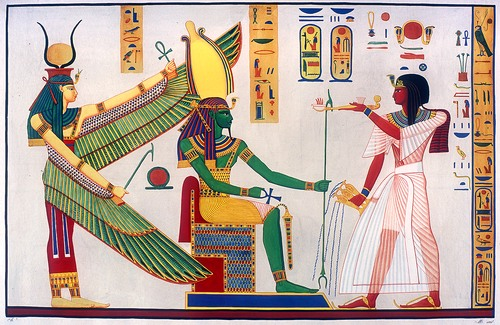
Rameses III censing and libating.

De retour à Florence, le Grand-Duc charge Angelelli de peindre les membres de l'expédition franco-toscane sur les ruines de Thèbes. Angelelli peint également des paysages africains et fait des portraits, dont celui de sa femme et des autoportraits.